# Noemi Zbären
Noemi Zbären (ur. 12 marca 1994) – szwajcarska lekkoatletka specjalizująca się w biegach przez płotki.
Po zajęciu drugiego miejsca w kwalifikacjach kontynentalnych pojechała w 2010 roku na igrzyska olimpijskie młodzieży, podczas których wywalczyła brązowy medal w biegu na 100 metrów przez płotki. W 2011 została srebrną medalistką mistrzostw świata juniorów młodszych, a rok później wicemistrzynią świata juniorek. W 2013 zdobyła złoto na mistrzostwach Europy juniorów w Rieti. Złota medalistka młodzieżowych mistrzostw Europy w Tallinnie (2015). Medalistka mistrzostw kraju.
Okazjonalnie startuje w innych konkurencjach lekkoatletycznych takich jak skok wzwyż, skok w dal, sprinty czy siedmiobój.
Rekordy życiowe: bieg na 60 metrów przez płotki – 7,95 (19 marca 2022, Belgrad); bieg na 100 metrów przez płotki – 12,71 (11 lipca 2015, Tallinn).

## Osiągnięcia
| Rok  | Impreza                                               | Miejsce   | Konkurencja                          | Pozycja     | Wynik |
| ---- | ----------------------------------------------------- | --------- | ------------------------------------ | ----------- | ----- |
| 2010 | Kwalifikacje Europy do igrzysk olimpijskich młodzieży | Moskwa    | bieg na 100 m przez płotki (76,2 cm) | 2. miejsce  | 13,56 |
| 2010 | Igrzyska olimpijskie młodzieży                        | Singapur  | bieg na 100 m przez płotki (76,2 cm) | 3. miejsce  | 13,50 |
| 2011 | Mistrzostwa świata juniorów młodszych                 | Lille     | bieg na 100 m przez płotki (76,2 cm) | 2. miejsce  | 13,17 |
| 2012 | Mistrzostwa świata juniorów                           | Barcelona | bieg na 100 m przez płotki           | 2. miejsce  | 13,42 |
| 2012 | Igrzyska olimpijskie                                  | Londyn    | bieg na 100 m przez płotki           | eliminacje  | 13,33 |
| 2013 | Halowe mistrzostwa Europy                             | Göteborg  | bieg na 60 m przez płotki            | eliminacje  | 8,21  |
| 2013 | Mistrzostwa Europy juniorów                           | Rieti     | bieg na 100 m przez płotki           | 1. miejsce  | 13,17 |
| 2013 | Mistrzostwa świata                                    | Moskwa    | bieg na 100 m przez płotki           | eliminacje  | 13,59 |
| 2014 | Mistrzostwa Europy                                    | Zurych    | bieg na 100 m przez płotki           | półfinał    | 13,01 |
| 2015 | Halowe mistrzostwa Europy                             | Praga     | bieg na 60 m przez płotki            | półfinał    | 8,19  |
| 2015 | I liga drużynowych mistrzostw Europy                  | Heraklion | bieg na 100 m przez płotki           | 2. miejsce  | 13,09 |
| 2015 | Młodzieżowe mistrzostwa Europy                        | Tallinn   | bieg na 100 m przez płotki           | 1. miejsce  | 12,71 |
| 2015 | Młodzieżowe mistrzostwa Europy                        | Tallinn   | sztafeta 4 × 100 m                   | 3. miejsce  | 44,24 |
| 2015 | Mistrzostwa świata                                    | Pekin     | bieg na 100 m przez płotki           | 6. miejsce  | 12,95 |
| 2017 | I liga drużynowych mistrzostw Europy                  | Vaasa     | bieg na 100 m przez płotki           | 1. miejsce  | 13,28 |
| 2019 | Superliga drużynowych mistrzostw Europy               | Bydgoszcz | bieg na 100 m przez płotki           | 11. miejsce | 13,66 |
| 2021 | Halowe mistrzostwa Europy                             | Toruń     | bieg na 60 m przez płotki            | półfinał    | 8,15  |
| 2022 | Halowe mistrzostwa świata                             | Belgrad   | bieg na 60 m przez płotki            | półfinał    | 8,01  |
| 2022 | Mistrzostwa świata                                    | Eugene    | bieg na 100 m przez płotki           | półfinał    | 12,94 |
| 2022 | Mistrzostwa Europy                                    | Monachium | bieg na 100 m przez płotki           | półfinał    | 13,15 |